# Andrej Krajec
Andrej Krajec [andréj krájec], slovenski duhovnik in ljubiteljski astronom, * 3. maj 1870, Hrib - Loški Potok, † 1. maj 1930, Ljubljana.

## Življenje in delo
Krajec je opravljal cerkveno službo v različnih krajih Slovenije. V Kranjski Gori si je okoli leta 1915 postavil zvezdarno in veliko opazoval zvezdno nebo z Merzevim refraktorjem 160/1790, ki je bil tedaj največji daljnogled. Po njegovi smrti so ga iz Bohinjske Bistrice, kjer je nazadnje župnikoval, pripeljali v Ljubljano na Rudarsko fakulteto. Postavili so ga na teraso fakultete, od koder so opazovali. Opazovanja sta vodila Kunaver in Kilar. Prvotno je imel daljnogled azimutno postavitev, Kunaverjev brat pa jo je predelal v ekvatorialno. Terasa je bila blizu zelo prometne ceste, kar je povzročalo močno tresenje daljnogleda, mestne luči pa so zaradi svetlobnega onesnaženja tudi neugodno vplivala na opazovanja. Teraso so pozneje še prekrili s streho. Tako so tam z opazovanji prenehali. Njegov daljnogled hrani AGO Golovec v Ljubljani. Zapiskov o opazovanjih Krajec ni zapustil. Mohorjeva družba in njegovi privrženci so ga priganjali da bi spisal poljudno astronomijo.